# Тихомандрицкий, Алексей Никитич
Алексей Никитич Тихомандрицкий (1814—1853) — русский химик и педагог, ординарный профессор Киевского университета.
Брат А. Н. Тихомандрицкого.

## Биография
Родился в 1814 году в Твери. Начальное и среднее образование получил в родном городе, сначала в Тверском духовном училище, затем в Тверской духовной семинарии, из которой, ещё до окончания курса, был, как один из лучших воспитанников, был переведён в Главный педагогический институт в Санкт-Петербурге, физико-математический факультет которого в 1839 году окончил с золотою медалью.
Несмотря на то, что в институте Тихомандрицкий учился на математическом факультете, по выходе из него он был назначен в рижскую гимназию учителем совершенно чуждых ему предметов — русского языка, истории и географии, что объясняется отсутствием в распоряжении министерства народного просвещения достаточного контингента подходящих педагогических сил. Тем не менее Тихомандрицкий вёл преподавание определенных ему предметов в высшей степени успешно: не довольствуясь устаревшими учебниками и рутинными способами преподавания, он сам составил грамматику и хрестоматию, адаптированные для учеников, которым русский язык не был родным, а преподавание, следуя указаниям здравого смысла, вел настолько толково, что все его ученики, немцы и латыши, прекрасно усваивали русский язык и свободно на нём изъяснялись. 
В 1842 год был командирован за границу, — один год он провел в Берлине, занимаясь химией и минералогией в местном университете, другой — работал под руководством знаменитых Либиха, Гофмана в Университете Гиссена. 
Надеясь, вполне естественно, занять в каком-либо русском университете кафедру химии, Тихомандрицкий почти все свои сбережения от прежней службы потратил на приобретение всевозможных приборов, химических реактивов и прочего, однако расчеты его не оправдались: по возвращении в 1844 году в Россию он был назначен адъюнктом в Императорский университет Святого Владимира по кафедре не химии, а технологии — предмету ему мало известному. Тихомандрицкий вынужден был согласиться, хотя на первых порах ему приходилось нелегко как вследствие собственной неподготовленности, так и вследствие того, что предмет был вообще мало разработан даже в западноевропейской прикладной науке. Только благодаря исключительным способностям и выдающейся энергии ему удалось поставить на должную высоту преподавание этого предмета, которому он посвятил всю остальную свою жизнь. Он постоянно и неуклонно стремился с одной стороны к развитию преподавания сообразно своему взгляду и системе, о другой — к увеличению необходимых для изучения технологии пособий; в 1853 году его заботами и трудами было закончено устройство технологической лаборатории, богато обставленной необходимым оборудованием.
В 1850 году за защиту диссертации «О брожении сахарных веществ» он был удостоен степени магистра химии и назначен сначала экстраординарным, а с 1851 года — ординарным профессором Университета Святого Владимира. В следующем году Тихомандрицкий был приглашен участвовать в составлении статистическо-исторического описания губернии Киевского учебного округа; во исполнение возложенного на него поручения он составил и представил ректору университета подробный и обширный план ведения работ по описанию означенных губерний в технико-промышленном отношении и издания сведений по этому предмету, но до практического осуществления намеченной им программы не дожил.
Умер в Киеве 26 октября (7 ноября) 1853 года.